# Иоаким (Нерандзулис)
Митрополи́т Иоаки́м (греч. Μητροπολίτης ᾿Ιωακείμ, в миру Или́ас Нерандзу́лис, греч. Ηλίας Νεραντζούλης; 29 февраля 1942, Стамбул, Турция — 14 апреля 2023, Стамбул, Турция) — епископ Константинопольской православной церкви; старец-митрополит Никомидийский (2008—2023).

## Биография
Родился 29 февраля 1942 года в Стамбуле, где окончил частный греческий Зографоский лицей.
В 1966 году окончил Богословскую школу на Халки и в том же году, по пострижении в монашество, был рукоположен в сан иеродиакона.
В 1971 году назначен вторым диаконом патриаршего Георгиевского собора в районе Фанар в Стамбуле.
20 сентября 1973 года был рукоположен в сан иеромонаха и, по возведении в достоинство архимандрита, 23 сентября хиротонисан в сан епископа Мелитенского.
С 25 марта 1974 по 1992 годы исполнял должность канцлера патриархии (в 1977 году возведён в сан митрополита) и в период отсутствия патриарха исполнял обязанности его местоблюстителя. Обладая организаторскими способностями, внёс значительный вклад в реконструкцию патриаршей канцелярии и патриаршей библиотеки. В 1990 году сопровождал патриарха Димитрия во время его поездки в США, а 21 сентября 1996 года участвовал в церемонии интронизации архиепископа Нью-Йоркского Спиридона (Папагеоргиу) в Свято-Троицком соборе Нью-Йорка.
10 декабря 1991 года избран митрополитом Халкидонским, экзархом Вифинии.
6 февраля 2002 года перенёс инсульт в своей резиденции и был доставлен в американский госпиталь в Стамбуле для лечения.
21 марта 2008 года избран старцем-митрополитом Никомидийским.
Умер 14 апреля 2023 года после продолжительной болезни в Стамбуле.